# Вольф, Андреа
Андреа Вольф (нем. Andrea Wolf, 15 января 1965, Мюнхен, ФРГ — 23 октября 1998, Чатак, ил Ван, Турция) — немецкая революционерка-интернационалистка, участница партизанской борьбы в Турции, член вооружённого крыла РПК.

## Биография

### Бавария
Окончив гимназию, вступила в молодёжную организацию СДПГ и начала участвовать в деятельности Красного креста. С начала 1980-х участвует в общественной жизни и знакомится с различными леворадикальными организациями.
Участие в демонстрации 4 апреля 1981 года приводит к первому задержанию на 4 дня. После этого Андреа Вольф, вместе со своим братом-близнецом Томом, присоединяется к движению автономов «Досуг 81» (нем. Freizeit 81). В октябре 1981 г. Андреа и Том Вольф были арестованы по обвинению в участии в поджоге филиала Дрезднер банка и нанесении граффити в неположенных местах. Их приговорили к 18-месячному заключению, примерно 6 из которых они отсидели. В ноябре 1984 года Том Вольф погиб, выпав из окна (предположительно — самоубийство). Кроме регулярного участия в демонстрациях против фашизма и глобализации, Андреа Вольф участвовала в акциях протеста против проекта постройки завода по переработке радиоактивных отходов в Ваккерсдорфе.

### Франкфурт
После спада в движении мюнхенских автономов, в 1986 г. Андреа Вольф переезжает во Франкфурт, где летом следующего она занимается сквоттингом и поддержкой голодовок женщин-заключенных в Берлине. В сентябре 1987 г. вновь следует арест по обвинению в подготовке нескольких взрывов, но два месяца спустя её освобождают в зале суда. Андреа Вольф присоединяется к группе автономов «Kein Friede», которая сквотирует здания и проводит акции солидарности с заключенными RAF.
В дополнение к акциям прямого действия, Вольф участвует в теоретической работе: в 1990 г. она выступает с разъяснениями классовой сущности и реальной направленности параграфа 129-а антитеррористического законодательства Германии и становится основателем дискуссионного форума против политических арестов и задержаний.

### Заграница
В 1992 г. на акциях протеста во время проведения саммита G7 в Мюнхене Андреа Вольф устанавливает контакт с леворадикальными организациями Центральной Америки и Курдистана. В 1993 г. Вольф на несколько недель едет в Сальвадор, где поддерживает связь с местными повстанцами, ведущими борьбу с военной диктатурой. На следующий год Андреа посещает США и останавливается в Гватемале, где после гибели Тома Вольфа живёт их мать.

### Курдистан
По возвращении в Германию Андреа Вольф вновь привлекает пристальное внимание со стороны следственных органов: полиция считает её причастной к взрыву тюрьмы Вейтерштадт активистами Фракции Красной Армии. Тем не менее и Вольф и члены RAF отрицают её причастность. Но её знакомство с Клаусом Штейнмецом позволило политическим оппонентам Вольф начать против неё кампанию клеветы. Ситуация становилась все более невыносимой и, летом 1995 г., когда был выдан ордер на её арест, Андреа Вольф тут же ушла в подполье и совершила перелет в Курдистан.
К концу 1996 г. Вольф, под псевдонимом «Ronahî» (Лёгкая), присоединилась к Рабочей партии Курдистана. Спустя несколько недель она прошла военную подготовку в рядах Народной Освободительной Армии Курдистана и начала принимать участие в операциях против пешмерга Демократической партии Курдистана, а затем и турецкой армии.
23 октября 1998 г. в бою с турецкой армией Андреа Вольф была взята в плен и вскоре казнена.